# Editorial Voluntad
Editorial Voluntad es una empresa colombiana especializada en la producción y comercialización de libros. Fue fundada en 1928,   por el padre Felix Restrepo S.J en la ciudad de Bogotá,  con el nombre de Librería Voluntad, la cual en sus inicios realizaba distribución y venta de libros para jóvenes, importados desde España. Actualmente se enfoca en la producción de textos escolares.
Para este siglo, Voluntad se ha convertido en una de las editoriales de textos escolares más importantes de Colombia, en sus más de 7 décadas de historia ha publicado más de 3.000 títulos además de materiales digitales para los docentes.